# Forres
Forres (gael. Farrais) − miasto w Wielkiej Brytanii, w Szkocji.

## Miasta partnerskie
- Vienenburg (Niemcy)
- Mount Dora (Stany Zjednoczone)